# Ribeirão Turvão
O ribeirão Turvão é um curso de água que banha a Zona da Mata do estado de Minas Gerais. É um afluente da margem esquerda do rio Casca e, portanto, um subafluente do rio Doce.
Apresenta 20 km de extensão e drena uma área de 118 km². Sua nascente localiza-se no município de Ervália, a uma altitude de aproximadamente 900 metros na serra do Brigadeiro. Atravessa a zona urbana de Ervália e, no mesmo município, tem sua foz no rio Casca.